# عدن وعلة (المخادر)

تعديل مصدري - تعديل

عدن وعلة محلة تابعة لقرية الجداعية، التابعة لعزلة السحول بمديرية المخادر إحدى مديريات محافظة إب في الجمهورية اليمنية، بلغ تعداد سكانها 189 حسب تعداد اليمن لعام 2004.